# زيرهوسن
تاريخيًا، تطورت الألقاب كوسيلة لتصنيف الأشخاص إلى مجموعات - حسب المهنة، ومكان الأصل، والانتماء العشائري، والمحسوبية، والنسب، والتبني، وحتى الخصائص الجسدية (مثل الشعر الأحمر). يمكن إرجاع العديد من الألقاب الحديثة في القاموس إلى بريطانيا وأيرلندا.
زيرهوسن هو اللقب. من الشخصيات البارزة التي تحمل اللقب:
- آل زرهوسن (1931–2018)، لاعب كرة قدم أمريكي
- ستيف زيرهوسن (مواليد 1957)، لاعب كرة قدم أمريكي